# Al-Mundhir ibn Muhammad I
al-Mundhir ibn Muhammad I, in arabo ﺍلمنذر ﺑﻦ ﻣﺤﻤﺪ‎? (Cordova, 29 settembre 845 – Bobastro, 29 giugno 888), fu il 6º emiro indipendente di al-Andalus (886 - 888).

## Origine
Al-Mundhir era figlio del quinto emiro indipendente di Cordova, Muḥammad I ibn ʿAbd al-Raḥmān della dinastia degli Omayyadi, e di una moglie o concubina, detta Ayel, come riporta la Historias de Al-Andalus, por Aben-Adhari de Marruecos; anche la Histoire de l'Afrique et de l'Espagne conferma, chiamando la madre Ayl. Anche il Chronicon Albeldense riporta che Al-Mundhir era figlio di Muhammad I.

Muḥammad I ibn ʿAbd al-Raḥmān era figlio del quarto emiro indipendente di Cordova, al-Rahman II, della dinastia degli Omayyadi e di una moglie o concubina, detta Buheyr, come riporta la Historias de Al-Andalus, por Aben-Adhari de Marruecos; anche la Histoire de l'Afrique et de l'Espagne conferma, chiamando la madre Boheyr.

Gli ascendenti di entrambi sono citati nella Histoire des Almohades / d'Abd el- Wâh'id Merrâkechi.

L'Europa nell'888, al termine dell'emirato di Al-Mundhir ibn Muhammad I

## Biografia
Al-Mundhir, secondo il Diccionario biográfico español, Real Academia de la Historia era nato a Cordova, da una schiava berbera, dopo sette mesi di gestazione, come confermano sia la Historias de Al-Andalus, por Aben-Adhari de Marruecos, che la Histoire de l'Afrique et de l'Espagne.
Durante il regno del padre, secondo La web de las biografias, Al-Mundhir ebbe il comando delle operazioni militari contro i regni cristiani e i muladí ribelli, e tra l'856 e l'858 fu a Toledo, per reprimere la ribellione.
Nell'anno 865 Al-Mundhir diresse le operazioni (parzialmente fallite) contro il re delle Asturie Ordoño I, nella valle dell'Ebro. Sulla via del ritorno a Cordova, sconfisse, a Burgos, il conte di Castiglia, Rodrigo, riportando così la frontiera dell'emirato di Cordova, nel nord della penisola iberica, facendo un tranquillo ritorno a Cordoba.
Al-Mundhir tentò di conquistare León e Astorga però fu battuto a Valdemora, nell'878, dal re delle Asturie Alfonso III, come riporta il Chronicon Albeldense.
Al-Mundhir, nell'882, organizzò una spedizione contro i Banu Qasi, alleatisi con il re delle Asturie, Alfonso III, arrivò sino a Saragozza, ma venne sconfitto, come riporta il Chronicon Albeldense.
Nell'884 portò a termine le operazioni militari contro Ibn Marwan, cacciandolo da Badajoz, ma dopo che succedette a suo padre, lo lasciò tornare a Badajoz, trovando un accordo che permise ad Ibn Marwan e i suoi discendenti una certa autonomia.
Nell'886 stava combattendo contro Umar ibn Hafsun, nella zona di Alhama, quando fu raggiunto dalla notizia della morte di suo padre, Muhammad I (Muhammad I era morto il 4 agosto 886), Al-Mundhir fece immediato rientro a Cordova ed il 13 agosto fu insediato sul trono, dove governò per soli due anni, sesto emiro indipendente di Al-Andalus.
Nei due anni di regno Al-Mundhir continuò a combattere, senza esito, contro il ribelle Umar ibn Hafsun, come riporta la Spagna musulmana e Portogallo: una storia politica di al-Andalus.

Si trovava nei pressi di Bobastro (Malaga), quando, nell'888, morì a quanto pare fatto avvelenare dal fratello ʿAbd Allāh ibn Muḥammad che gli succedette sul trono (888-912), come riporta anche, lo storico Rafael Altamira, mentre altri cronisti riportano che Al-Mundhir morì di morte naturale.

### Fonti primarie
- (LA)  Anastasii abbatis opera omnia.
- (ES)  Cronica Alfonso III)
- (FR)  Histoire des Almohades / d'Abd el- Wâh'id Merrâkechi
- (FR)  #ES Histoire de l'Afrique et de l'Espagne, Volume 2
- (ES)  Historias de Al-Andalus, por Aben-Adhari de Marruecos

### Letteratura storiografica
- Rafael Altamira, il califfato occidentale, in «Storia del mondo medievale», vol. II, 1999, pp. 477–515
- (EN)  #ES Spagna musulmana e Portogallo: una storia politica di al-Andalus